# Neely Township
Neely Township est un township du comté de Butler dans le Missouri, aux États-Unis,. En 2000, sa population s'élève à 1 259 habitants. Le township est fondé en 1871 et baptisé en référence à Obadiah Neely, un pionnier.

## Source de la traduction
- (en) Cet article est partiellement ou en totalité issu de l’article de Wikipédia en anglais intitulé « Neely Township, Butler County, Missouri » (voir la liste des auteurs).